# Bear (Delaware)
Pour les articles homonymes, voir Bear.
La census-designated place de Bear est située dans le comté de New Castle, dans l’État du Delaware, aux États-Unis. 
Bear n’est pas incorporée.

## Démographie
| 2000   | 2010   | - | - | - | - |
| ------ | ------ | - | - | - | - |
| 17 593 | 19 371 | - | - | - | - |

Lors du recensement de 2010, la ville avait une population de 19 371 habitants.

## Source
- (en) Cet article est partiellement ou en totalité issu de l’article de Wikipédia en anglais intitulé « Bear, Delaware » (voir la liste des auteurs).